# Žlne
Žlne (izvirno srbsko Жлне) je naselje v Srbiji, ki upravno spada pod Občino Knjaževac; slednja pa je del Zaječarskega upravnega okraja.

## Demografija
V naselju, katerega izvirno (srbsko-cirilično) ime je Жлне, živi 161 polnoletnih prebivalcev, pri čemer je njihova povprečna starost 69,9 let (69,2 pri moških in 70,5 pri ženskah). Naselje ima 98 gospodinjstev, pri čemer je povprečno število članov na gospodinjstvo 1,64.
To naselje je, glede na rezultate popisa iz leta 2002, večinoma srbsko, a v času zadnjih treh popisov je opazno zmanjšanje števila prebivalcev.
|  |

| Demografija | Demografija     | Demografija     |
| Leto        | Št. prebivalcev | Št. prebivalcev |
| ----------- | --------------- | --------------- |
|             |                 |                 |
|             |                 |                 |
|             |                 |                 |
|             |                 |                 |
| 1948        | 1099            |                 |
| 1953        | 1054            |                 |
| 1961        | 917             |                 |
| 1971        | 555             |                 |
| 1981        | 403             |                 |
| 1991        | 223             | 223             |
| 2002        | 169             | 161             |
|             |                 |                 |

| Etnična sestava po popisu iz leta 2002 | Etnična sestava po popisu iz leta 2002 | Etnična sestava po popisu iz leta 2002 | Etnična sestava po popisu iz leta 2002 | Etnična sestava po popisu iz leta 2002 |
| -------------------------------------- | -------------------------------------- | -------------------------------------- | -------------------------------------- | -------------------------------------- |
| Srbi                                   | Srbi                                   |                                        | 160                                    | 99,37%                                 |
| Črnogorci                              | Črnogorci                              |                                        | 1                                      | 0,62%                                  |
| Neznano                                | Neznano                                |                                        | 0                                      | 0,0%                                   |